# 摩西·亚阿隆

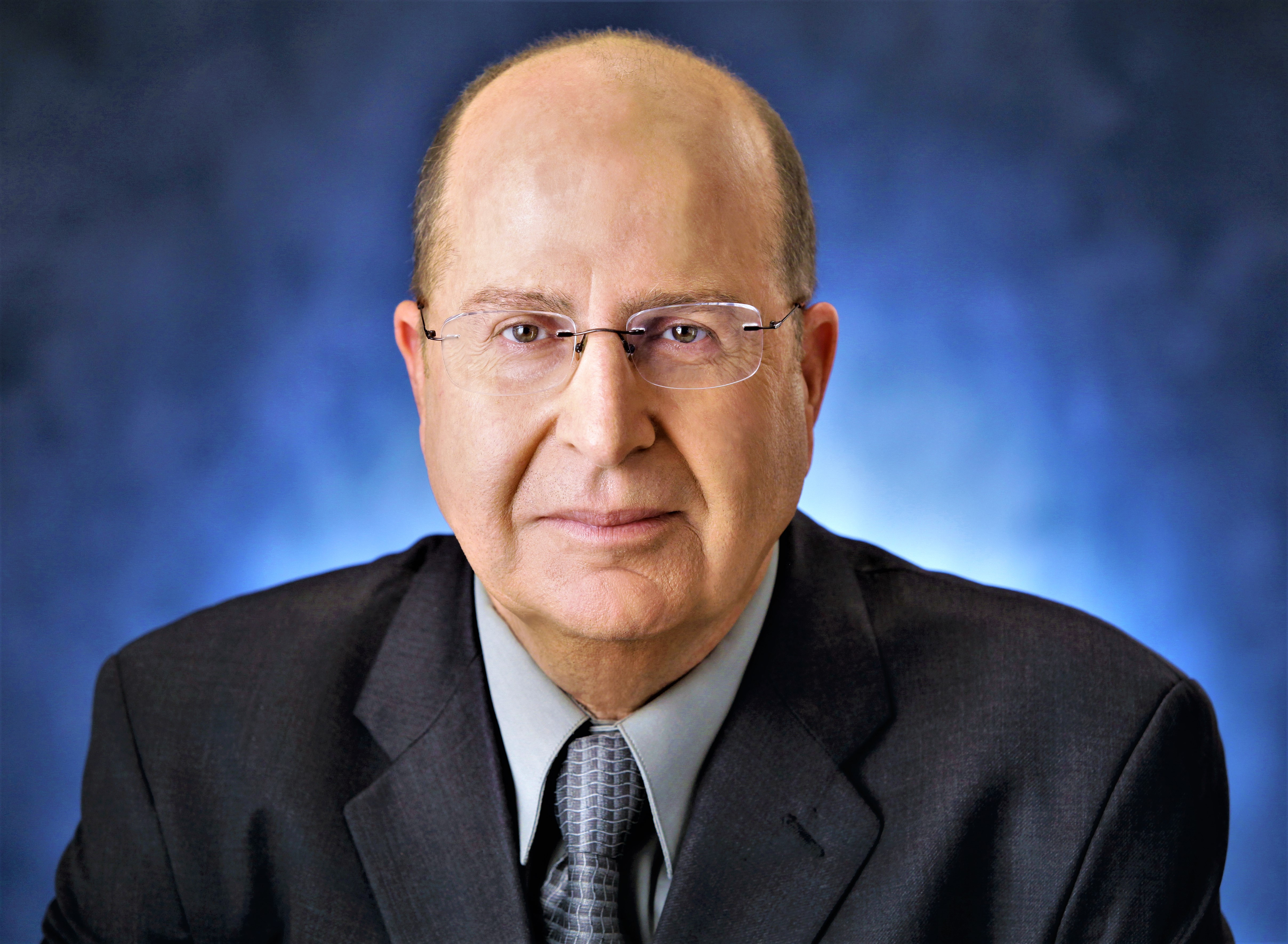

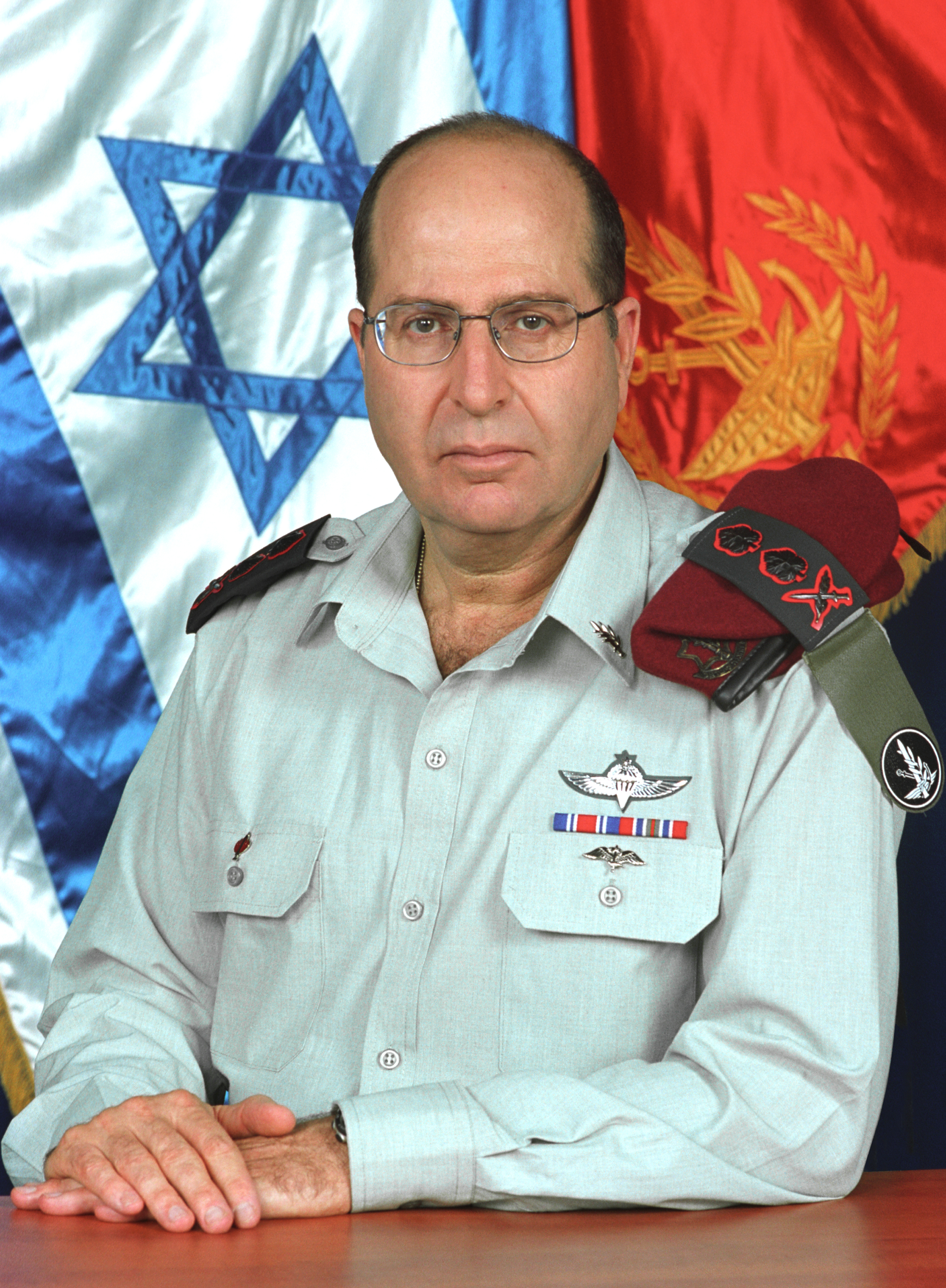

摩西·亚阿隆（希伯來語：משה יעלון，1950年6月24日—），以色列政治人物，退役中將。曾担任以色列国防军总参谋长。2013年3月至2016年担任以色列国防部部长。

## 生平
摩西·亚阿隆生于海法北郊的哈伊姆城。1968年，应召加入以色列国防军，1971年退役。1973年，第四次中东战争（赎罪日战争）爆发，以预备役身份再次应召。1973年10月15日，亚阿隆所在的作戰單位成为以军第一个突破苏伊士运河的部隊。战后，亚阿隆以志愿役身份参军，并完成了军管课程。1978年，他成为空降部队的一名指挥官。1982年黎巴嫩战争中，腿部受伤。在因伤休假时期，在英军坎伯利参谋学院学习。从英国返回以色列后，军衔升为上校，并担任以色列总参侦察部隊指揮官。司令官任期完成后，在海法大学学习，并获得政治学文学士学位。1990年，成为傘兵旅長。1998年，担任以色列中央司令部司令。2002年，成为以色列国防军总参谋长。
2013年3月17日，被以色列總理內塔尼亞胡任命为国防部长，直至2016年辭職並退出政壇為止。
2019年，亞阿隆重返政壇，成立了特萊姆 - 民族國家運動，並且與本尼·甘茨的以色列韌性黨和亚伊尔·拉皮德的未來黨合組「藍與白」名單，以反對內塔尼亞胡為主軸，成為與利庫德集團匹敵的政黨，不過到2020年，由於不滿甘茨以武漢肺炎在以色列境內大流行為由而與利庫德集團合組大聯合政府，亞阿隆的特萊姆和未來黨宣佈退出藍與白並合組黨團，到2021年以色列重新大選前黨團解散，特萊姆宣佈不參與當屆選舉。